# Oscar Schmidt
Oscar Daniel Bezerra Schmidt (* 16. února 1958, Natal) je bývalý brazilský basketbalista. Hrál na vrcholové úrovni skoro třicet let a během kariéry dosáhl 49 973 bodů, takže je obecně pokládán za nejlepšího střelce v dějinách světové košíkové. Je znám pod přezdívkou Mão Santa (svatá ruka).
Začínal v brazilských klubech Palmeiras a Sírio, od roku 1982 hrál v Itálii za JuveCaserta Basket a Pallacanestro Pavia. Sedmkrát byl nejlepším střelcem italské ligy, v roce 1988 vyhrál s Casertou italský pohár. V roce 1984 byl draftován na 131. místě klubem New Jersey Nets, ale nikdy v National Basketball Association nestartoval.
Zúčastnil se pěti olympiád, na třech z nich byl nejlepším střelcem. Celkově dosáhl na olympijských turnajích 1093 bodů. Hrál také na pěti mistrovství světa v basketbalu mužů, získal bronzovou medaili v roce 1978. Třikrát byl vybrán do all-stars týmu mistrovství, s 843 body vede historickou tabulku střelců. Třikrát vyhrál s brazilskou reprezentací mistrovství Jižní Ameriky v basketbalu a jednou Panamerické hry.
V roce 1991 ho Mezinárodní basketbalová federace zařadila mezi 50 nejlepších hráčů všech dob. V roce 2010 byl uveden do její síně slávy.